# Megan Guarnier
Megan Guarnier (Glens Falls, 4 de mayo de 1985) es una ciclista estadounidense. Debutó como profesional en 2010 tras destacar en carreras amateurs de Estados Unidos y Francia durante 2009.

## Palmarés
2011
- 1 etapa del Premondiale Giro Toscana Int. Femminile-Memorial Michela Fanini

2012
- Campeonato de Estados Unidos en Ruta

2014
- 2.ª en el Campeonato de Estados Unidos Contrarreloj
- 3.ª en el Campeonato Panamericano Contrarreloj
- 2.ª en el Campeonato Panamericano en Ruta

2015
- Strade Bianche femenina
- Campeonato de Estados Unidos en Ruta
- 1 etapa de la Emakumeen Euskal Bira
- 3.ª en el Giro de Italia Femenino, más 1 etapa
- Ladies Tour of Norway, más 1 etapa
- 3.ª en el Campeonato Mundial en Ruta

2016
- Durango-Durango Emakumeen Saria
- 1 etapa de la Emakumeen Euskal Bira
- Tour de California, más 1 etapa
- Campeonato de Estados Unidos en Ruta
- The Philadelphia Cycling Classic
- Giro de Italia Femenino
- UCI World Tour Femenino
- UCI World Ranking

2017
- 1 etapa del Tour de California
- 1 etapa del Giro de Italia Femenino
- 1 etapa del Ladies Tour of Norway

2018
- Tour de Yorkshire Women's Race, más 1 etapa
- 2.ª en el Campeonato de Estados Unidos en Ruta

## Resultados en Grandes Vueltas y Campeonatos del Mundo
Durante su carrera deportiva consiguió los siguientes puestos en las Grandes Vueltas femeninas y en los Campeonatos del Mundo en carretera:
| Carrera         | Carrera         | 2009 | 2010 | 2011 | 2012 | 2013 | 2014 | 2015 | 2016 | 2017 | 2018 |
| --------------- | --------------- | ---- | ---- | ---- | ---- | ---- | ---- | ---- | ---- | ---- | ---- |
|                 | Giro de Italia  | —    | —    | —    | —    | 15.ª | 7.ª  | 3.ª  | 1.ª  | 4.ª  | 5.ª  |
|                 | Tour de l'Aude  | 19.ª | —    | X    | X    | X    | X    | X    | X    | X    | X    |
|                 | Grande Boucle   | —    | X    | X    | X    | X    | X    | X    | X    | X    | X    |
| Mundial en Ruta | Mundial en Ruta | —    | —    | —    | 33.ª | 14.ª | 47.ª | 3.º  | 27.ª | Ab.  | 16.ª |

—: no participa

X: ediciones no celebradas

## Equipos
- Team TIBCO-To The Top (2010-2012)
- Rabo Women Cycling Team (2013)
- Boels Dolmans (2014-2018)
- TIBCO-SVB[4] (2019)